# Bandeira de Queensland
A Bandeira de Queensland, ou, na sua forma portuguesa, da Queenslândia, é um dos símbolos oficiais do Estado de Queensland, uma subdivisão da Austrália.  A bandeira remonta a 1870, com pequenas variações. O emblema foi desenhado por William Hemmant, o Secretário Colonial e Tesoureiro de Queensland, em 29 de setembro de 1876.
Seu desenho consiste em um retângulo com proporção largura-comprimento de 1:2. A bandeira é baseada no Pavilhão Britânico Azul com o símbolo do estado no campo azul. O emblema é um disco branco com uma Cruz de Malta, ou Cruz de São João na cor azul celeste. No centro da cruz há uma coroa imperial britânica.

## História
O Estado Bandeira foi criada em 1870, baseada no Pavilhão Britânico Azul, no entanto, não estava presente um emblema. Em seu lugar havia um perfil da Rainha Vitória em um disco azul rodeado por um anel branco sobre a qual a palavra “Queensland” estava escrita em ouro.
A próxima alteração ocorreu em 1876, pois como havia muitas reclamações de que o reprodução da efígie da Rainha Vitória era muito difícil, foi proposta uma substituição. Muitas reclamações foram feitas por funcionários do Estado, incluindo o exemplo abaixo encontrado nos Arquivos do estado de Queensland.
O Tesouro, Queensland Brisbane, 15 março 1876
| “ | (...) Excelentíssimo Senhor, Referindo-se à Circular Despacho do Secretário de Estado da Colônias, datado de 23 agosto passado, quando o tema do distintivo distintivos propostos para as bandeiras de várias colônias, tenho a honra de me aconselhar Seu Excelência que a dificuldade de produzir mediante uma justa representação da bandeira a cabeça ou busto de Sua Majestade se revelou tão grande, e os efeitos, quando produzido, de modo insatisfatório, que tornam necessário abandonar a ideia de utilizando esse dispositivo para o Emblema de Queensland, e peço, portanto, de recomendar que acompanha o projeto, dentro de uma coroa de louro, ser adotado para as bandeiras de a Colônia, em vez do que anteriormente recomendado. Tenho a honra de ser, Excelentíssimo Senhor, Seu mais obediente Servo, (assinado) N Hemmant Sua Excelência WW Cairns, Esq, CMG Brisbane (...) N Hemmant 15 de Março de 1876. | ” |

A Cruz de Malta com uma Coroa Imperial em seu centro foram então escolhidas para substituir a efígie da Rainha.
A última alteração oficial ocorreu em 1901, com a morte da rainha Vitória. A mudança foi em relação à coroa sobre a Cruz; como Victoria e Eduardo VII tinham escolhido diferentes coroas, as coroas sobre os emblemas também tiveram que ser modificadas. No entanto, ao longo dos anos os reis da Inglaterra optaram por diferentes coroas e, portanto, as coroas têm oficialmente acompanhado cada mudança.

## Simbolismo
- O Pavilhão Britânico é usado na bandeira de vários países da Commonwealth, inclusive a da própria Bandeira da Austrália, como símbolo dos laços com o Reino Unido;
- A Cruz de Malta é uma referência à insígnia de uma condecoração militar de valor, conhecida como "Cruz de Vitória"